# SC Lyss
Der Schlittschuh Club Lyss ist ein Schweizer Eishockeyverein aus Lyss im Kanton Bern, der vor allem durch die Erfolge der Frauenmannschaft in den 1990er Jahren bekannt ist. Die Herrenmannschaft des SC Lyss spielt seit 2019 in der MyHockey League. Die Heimspiele des SC Lyss werden in der Seelandhalle in Lyss ausgetragen.
Der SC Lyss wurde im Jahre 1964  als Verein gegründet und zählt heute fast 300 Aktiv- und Nachwuchsmitglieder. Über viele Jahre gehörte der SC Lyss mit seiner 1. Liga-Mannschaft trotz bescheidenen Budgets zu den Spitzenteams. In der Nachwuchsabteilung wird sportliche und soziale Ausbildung betrieben. Der Nachwuchs wird gezielt gefördert und unterstützt. Aufgeteilt in 6 Mannschaften nimmt der SC Lyss-Nachwuchs an den Meisterschaften teil. Bereits Kinder ab vier Jahren werden in der Eislaufschule spielerisch an den Eissport herangeführt.

## Geschichte
Für den 1964 gegründete Verein war bisher die Frauenabteilung die erfolgreichere, die in den 1990er Jahren drei Mal die Schweizer Eishockeymeisterschaft gewann. Nach dem dritten Erfolg im Jahr 1996 spalteten sich die Frauen ab und gründeten mit dem DHC Lyss ihren eigenen Verein.

Logo in den 2000er Jahren

Die Herrenmannschaft des SC Lyss spielte erstmals in der Saison 1979/ 80 in der 2. höchsten Liga stieg nach einer Saison aber wieder ab. 1989 erfolgte der erneute Aufstieg in die Nationalliga B und nahm 1992 an den Aufstiegsspielen für die Nationalliga A teil. Ein Jahr später stieg der SC Lyss aus der NLB ab. Seither gehört der Verein den Schweizer Amateurligen an. Nach 16 Jahren in der klassischen 1. Liga stieg der SC Lyss 2019 in die drittklassige MySports League auf.

## Erfolge

### Frauen
- Schweizer Meister 1993, 1995, 1996

### Herren
- Aufstieg in die NLB 1978/ 79 -  Abstieg 1979 / 80

- Aufstieg in die NLB 1989
- NLB Vizemeister 1992
- Meister der 1. Liga Ost 1996[3]
- Amateur-Vizemeister 2006
- West-Gruppen Meister 2019
- Amateur-Schweizermeister 2019
- Aufstieg in die MySportsLeague 2019

## Bekannte ehemalige Spieler und Trainer
- Warren Bruetsch
- Dan Daoust
- Patrick Glanzmann
- Danny Gratton
- Andreas Heiniger
- Beat Kindler
- Mitch Lamoureux
- Mike McParland
- Serge Meyer
- Mike Posma
- Michel Riesen
- Sven Schmid
- Bruno Steck
- Nando Wieser
- Marc Werlen